# Pogonatum patulum
Pogonatum patulum är en bladmossart som beskrevs av Mitten 1859. Pogonatum patulum ingår i släktet grävlingmossor, och familjen Polytrichaceae. Inga underarter finns listade i Catalogue of Life.